# راس مک‌کال
راس مک‌کال (انگلیسی: Ross McCall؛ زادهٔ ۱۳ ژانویهٔ ۱۹۷۶) بازیگر اهل بریتانیا است. وی از سال ۱۹۸۹ میلادی تاکنون مشغول فعالیت بوده‌است.
از فیلم‌ها یا برنامه‌های تلویزیونی که وی در آن نقش داشته است، می‌توان به معجزه، یقه سفید، جوخه برادران، خیابان سبز و کالبدگشایی اشاره کرد.